# قائمة سفراء البرازيل لدى دولة فلسطين
سفير البرازيل لدى فلسطين هو ممثل البرازيل الرسمي لدى دولة فلسطين. يقع مقر الممثلية في حي الماصيون بمدينة رام الله.

## قائمة السفراء
| الترتيب | رئيس البعثة الدبلوماسية      | تاريخ الاعتماد الدبلوماسي | تاريخ الانتهاء | رئيس البرازيل              | رئيس دولة فلسطين | ملاحظات |
| ------- | ---------------------------- | ------------------------- | -------------- | -------------------------- | ---------------- | ------- |
|         | جوسال لويز بيليجرينو         | 25 يناير 2006             |                | لويس إيناسيو لولا دا سيلفا | محمود عباس       |         |
|         | أرنالدو كاريليو              | 2006                      |                | لويس إيناسيو لولا دا سيلفا | محمود عباس       |         |
|         | ليجيا ماريا شيرير            | 2007                      | 2012           | لويس إيناسيو لولا دا سيلفا | محمود عباس       |         |
|         | جواو مارسيلو سواريس          | 24 أغسطس 2012             |                | ديلما روسيف                | محمود عباس       |         |
|         | باولو روبرتو فرانكا          |                           | فبراير 2016    |                            | محمود عباس       |         |
|         | فرانسيسكو ماورو أولند براسيل | 2019                      | 2021           | جايير بولسونارو            | محمود عباس       |         |
|         | أليساندرو وارلي كاندياس      | 31 مارس 2021              | أكتوبر 2024    | جايير بولسونارو            | محمود عباس       |         |
|         | مارسيلو كيروز سواريس         | 5 مايو 2025               | لا يزال        | لويس إيناسيو لولا دا سيلفا | محمود عباس       |         |